# Walchensee
Der Walchensee ist mit einer Tiefe von 189,5 Meter einer der tiefsten und mit einer Fläche von 16,40 km² einer der größten Alpenseen Deutschlands. Er liegt 75 km südlich von München in den Bayerischen Voralpen, auf 801 m Meereshöhe und mit seiner gesamten Fläche einschließlich der Insel Sassau in der Gemeinde Kochel am See. Im Osten und Süden grenzt sein Ufer an die Gemeinde Jachenau. Grundeigentümer von See- und Inselfläche ist der Freistaat Bayern, verwaltet durch die Bayerischen Staatsforsten, im Unterschied zu den meisten anderen größeren Seen Bayerns, die der Verwaltung der staatlichen Schlösser, Gärten und Seen unterliegen.
Als ursprünglich natürlicher See dient er seit 1924 als Wasserspeicher für das am Kochelsee 200 m tiefer gelegene Walchenseekraftwerk.

## Etymologie
Der See wurde im 11. Jahrhundert als Walhense erstmals urkundlich erwähnt.
Der Namensbestandteil Walchen gilt als mehrdeutig. Er kann auf die „Walchen“ oder „Welschen“ verweisen, wie im älteren Deutsch die benachbarte romanische Bevölkerung der Alpen oder südlich der Alpen bezeichnet wurde. Das setzte nicht zwingend eine noch ansässige romanische Bevölkerung voraus (wogegen die sonstigen Ortsnamen der Gegend sprechen), sondern konnte auch nur ein Hinweis sein, dass der Ort auf dem Weg Richtung Welschland liegt. Dafür spricht, dass auf Landkarten des 16. Jahrhunderts der See als Italico dicto (nach Italien führend) bezeichnet wurde, weil durch das Walchenseetal ein Reiseweg über Mittenwald und Innsbruck nach Italien führte.
„Walch“ kann aber auch „feucht, lau, mild“ bedeuten oder für „wälzen, quetschen“ stehen. Eine andere, wegen des inlautenden „ch“ aus sprachlichen Gründen unhaltbare Interpretation geht vom lateinischen Lacus vallensis aus, was so viel heißt wie „ein im Tal gelegener See“.
Zum Sprachlichen vergleiche auch die Artikel Walensee, Walchsee und Wallersee.

## Geologie
Der Walchensee füllt eine tektonisch bedingte Senke, die einen Teil der Bayerischen Synkline darstellt und aus den Gesteinen der oberen, alpinen Trias besteht (Hauptdolomit, Plattenkalke, Kössener Schichten). Dieser tektonischen Entstehung verdankt der See seine Tiefe von 190 m. Das nordwestliche Felsenufer zeigt deutlich die sehr steile Lagerung der Gesteinsschichten hin zum See. Die Entstehung durch gebirgsbildende Kräfte lässt den Schluss zu, dass der Walchensee zu den ältesten Seen Deutschlands zählt. Während der Eiszeiten wurde die Morphologie des Gebiets und damit auch des Walchensees mehrfach von Gletschern des Isar-Loisach-Gletschers geprägt.

## Geographie

### Gliederung
Nach dem Geographen Alois Geistbeck (1885) wurde der Walchensee von Süden nach Norden in drei unterschiedlich große Becken bzw. Seeteile gegliedert:
- Obersee oder Altlacher See
- Weitsee (auch Tiefsee genannt)
- Urfeldersee (Untersee, heute ist die Bezeichnung Urfelder Bucht geläufiger)

Die Grenze zwischen der seichten Urfelder Bucht und dem tiefen Weitsee bildet die von 15 auf 180 Meter Tiefe steil abfallende Desselwand bzw. die nördlich und oberhalb davon liegende, von Geistbeck beschriebene schmalrückige Gesteinsbank, deren bis zu 10 m unter dem Wasserspiegel heraufdringende Stelle der Urfelder Berg ist (47° 36′ 34,4″ N, 11° 20′ 53,2″ O) und die im Osten am Desseleck beginnt.
Die Grenze zwischen dem Weitsee und dem Obersee (Altlacher See) bildet im Osten die Insel Sassau und ihre Verlängerung bis zum 210 Meter entfernten Ostufer des Sees Am Steineck. Die Wassertiefe dazwischen beträgt nur 15 bis 23 Meter, weshalb die Insel schon mit einer Halbinsel verglichen worden ist. Sassau und das Steineck bilden die südliche Begrenzung der Breiten Bucht, die sich im Norden bis zu der kleinen Halbinsel Buchenort erstreckt.
Neben der großen Halbinsel Zwergern gibt es noch mehrere kleine Halbinseln, darunter Hirschhörnl (zwischen der Sachenbacher Bucht im Norden und dem Stillen Winkel im Süden) und Buchenort (im Norden durch den Stillen Winkel und im Süden durch die Breite Bucht begrenzt) am Ostufer und Breitort (zwischen Niedernacher Bucht im Osten und Altlacher Tal im Westen) am Südufer. Im Obernacher Winkel nahe dem Südufer gab es früher die sehr kleine Katzeninsel, die heute jedoch mit dem Festland verbunden und nur bei Höchstwasserständen von diesem getrennt ist.
Der tiefste Punkt des Walchensees liegt auf 47° 36′ 6,4″ N, 11° 20′ 45,9″ O gut einen Kilometer ostsüdöstlich des namensgebenden Felssporns Kirchel oberhalb der Uferstraße (B 11) beim nördlichen Eingang des Kirchelwandtunnels und oberhalb des steilen nordwestlichen Felsufers. Am steilsten fällt der Seegrund vom Seeufer beim Kirchel ab, wo es auf einer Horizontaldistanz von 180 Metern auch 180 Meter in die Tiefe geht, was einer Neigung von 45° entspricht. Der Schweb innerhalb der Tiefenlinie von 190 Metern ist unter dem Namen Kirchel Grund bekannt. Er hat eine Fläche von knapp einem Quadratkilometer und ist tischeben, mit Schwankungen von nur zwei Metern.

### Lage und angrenzende Ortschaften
Rund 27 km Ufer umranden den Gebirgssee, der ein durchschnittliches Wasservolumen von 1,3 km³ hat. Die Jachen, als natürlicher Abfluss des Sees, entwässert nach Osten durch das Tal der Jachenau zur Isar hin. Den größten natürlichen Zufluss bildet die Obernach, die im Südwesten in den See mündet. Zusammen mit dem künstlichen Zufluss (siehe Kapitel Kraftwerk Walchensee) erschließt sich auf diese Weise ein Einzugsgebiet von rund 780 km².
Der See liegt auf einer Höhe von 802 m ü. NN und wird von bewaldeten Bergen umrahmt. So im Nordwesten von der Herzogstand-Heimgartengruppe (1.731 m und 1.790 m), daran anschließend westlich vom See das Tal der Eschenlaine, auf dessen Südseite der Simetsberg (1.836 m) als erster Ausläufer des Estergebirges anschließt. Im Süden des Sees trennt der lange Rücken des Altlachberges mit dem Altlacher Hochkopf (1.326 m) als höchste Erhebung den Walchensee vom Tal der Isar. Am östlichen Ufer beginnt die Jachenau, ein lang gezogenes Tal, das Richtung Lenggries führt. Im Nordosten schließt der Jochberg (1.565 m) den Talkessel. Zwischen Jochberg und Herzogstand liegt der Pass Kesselberg, der den Walchensee vom 200 Meter tiefer gelegenen Kochelsee trennt.
Direkt am Westufer liegt der kleine Luftkurort Walchensee mit ca. 600 Einwohnern. Wie die anderen noch kleineren Ortschaften Urfeld (an der Nordspitze), Zwergern (Westufer) und die am orographisch linken Ufer der Obernach gelegenen Häuser von Einsiedl (im äußersten Südwesten) gehört Walchensee zur Gemeinde Kochel am See. Die auf dem rechten Ufer der Obernach gelegenen Häuser in Einsiedl sowie Altlach am Südufer, Sachenbach am Ostufer und Niedernach im äußersten Südosten dagegen gehören zur Gemeinde Jachenau. Zwischen den Orten Walchensee und Einsiedl ragt die 140 Hektar große Halbinsel Zwergern mit dem gleichnamigen Weiler zwei Kilometer in den See.
Die Oberfläche des Sees hat annähernd die Form eines mit einem Eck nach Norden gerichteten Dreiecks mit der Basis am Südufer von Einsiedl bis Niedernach von 6,9 km Seitenlänge und einer von Breitort bis Urfeld 4,9 km messenden Höhe.

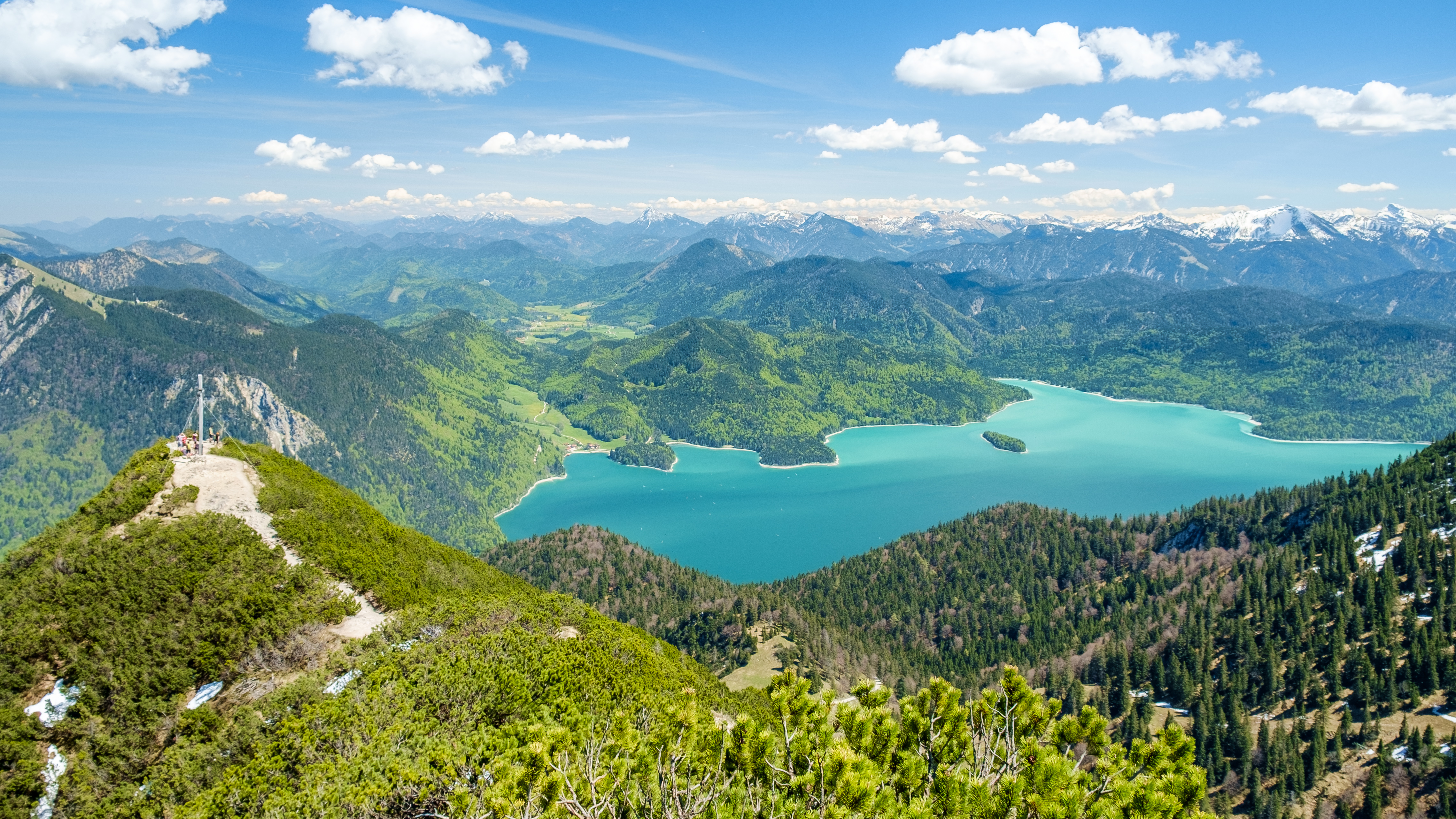
Walchensee vom Herzogstand
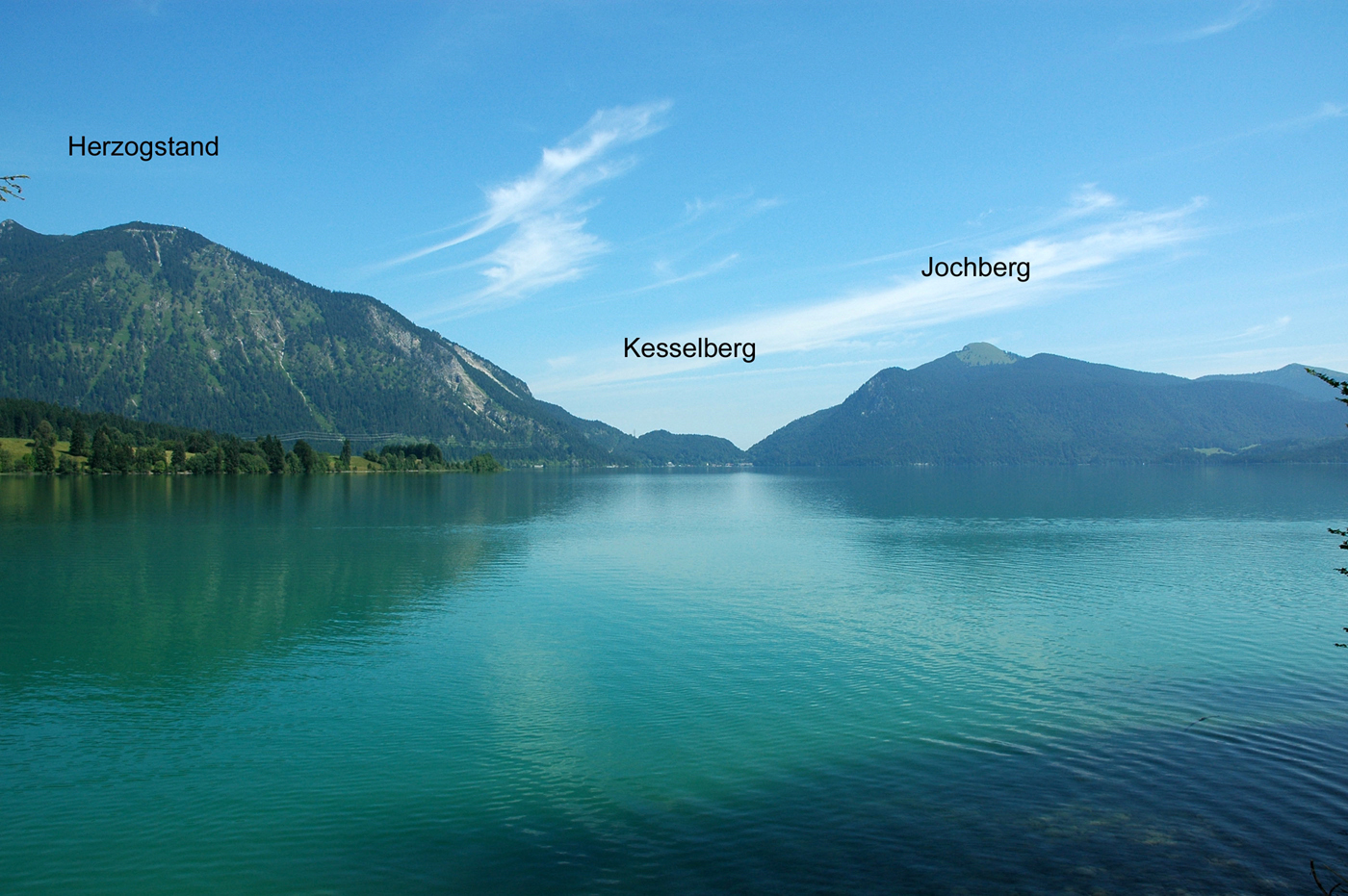
Der Kesselberg als Senke zwischen Herzogstand und Jochberg
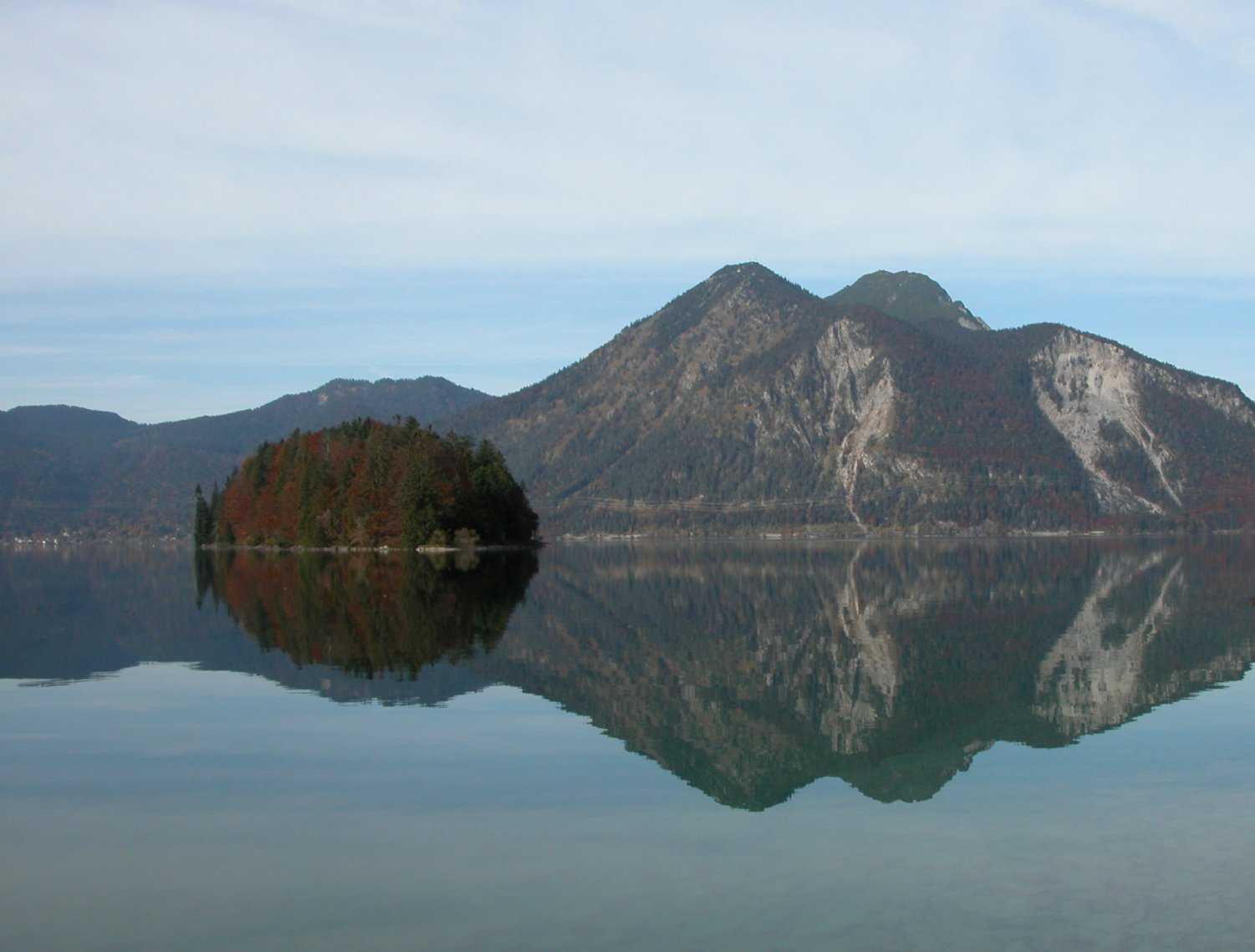
Die Insel Sassau
Von Süden her

### Klima
Aufgrund seiner Lage im Talkessel ist der See größtenteils vor nördlichen und östlichen Windströmungen geschützt. Die relativ niedrige Bergkette, die unmittelbar am Südufer beginnt, lässt eine optimale Sonneneinstrahlung zu, so dass das Klima insgesamt milder ist, als es im Gebirge zu erwarten wäre. Während der Sommermonate entsteht bei sonnigem Wetter über den aufgeheizten Südhängen des Herzogstands und des Jochbergs eine ausgeprägte Thermik. Die stabilen Thermikwinde wehen in der Regel in Richtung Südwest. Vereinigen sich die so in die Höhe transportierten feuchten Luftmassen des Walchensees mit denen des nördlich gelegenen Kochelsees durch einen leichten, vorherrschenden Hauptwind aus Nordost, können besonders heftige Gewitter entstehen.
Bei Föhn weht dagegen ein warmer Fallwind aus Richtung Süd; die damit einhergehende trockene Luft sorgt für eine sehr gute Fernsicht.

## Geschichte
Schon seit vorhistorischer Zeit fühlte sich die einheimische Bevölkerung vermutlich eng mit dem See verbunden. So war es zum Beispiel bis in das 18. Jahrhundert üblich, geweihte Goldmünzen an der tiefsten Stelle des Sees zu versenken.
Der Fischreichtum des Sees führte dazu, dass die Klöster Benediktbeuern und Schlehdorf schon 740 n. Chr. erste Besitzansprüche stellten. Urkundlich erwähnt wurde der See erstmals 763, allerdings nur als geographische Bestimmung ohne Namen. Im 11. Jahrhundert erscheint der See unter dem Namen „Walhense“, 1441 als „Wallersee“, 1698 als „Walchensee“. Der Name wird mit „See, an dem Romanen wohnten“ erklärt. Die romanischen Walchen lebten nach Abzug der römischen Besatzung im 5. Jahrhundert weiter in Südbayern. Bis zur Säkularisation 1803 war dieser im Besitz der beiden Klöster, wobei das Kloster Benediktbeuern über die größeren Rechte verfügte.
Um 1130 ließ Abt Konrad von Benediktbeuern nach Absprache mit Bischof Heinrich I. von Freising, dem das am Walchensee beteiligte Kloster Schlehdorf unterstand, am Westufer des Sees roden und machte mit einem ersten Haus für Fischer den Anfang der dortigen Besiedelung. Um 1160 begann die Besiedelung der Halbinsel Zwergern durch das Kloster Schlehdorf.
Um 1900 wurde in München die Idee für das Kraftwerk Walchensee geboren, das das Gefälle zwischen dem Walchensee und dem fast 200 Meter tiefer gelegenen Kochelsee zur Stromerzeugung nutzt. Dazu wurden bereits 1903 Tauchversuche zur Erkundung des Seeuntergrundes durchgeführt. Treibende Kraft war Oskar von Miller, der auch das Deutsche Museum 1903 gegründet hat. Das wasserpolizeiliche Genehmigungsverfahren zog sich bis 1918 hin. Unmittelbar nach dem Ersten Weltkrieg wurden die Bauarbeiten begonnen. Am 24. Januar 1924 trieb zum ersten Mal Walchenseewasser eine Turbine am Ufer des Kochelsees an.
Im Laufe des Zweiten Weltkrieges versuchten mindestens zwei Flugzeuge, auf dem See eine Notwasserung durchzuführen; beide versanken anschließend.
Am 24. April 1945 wurde von der Wehrmacht und Beamten der Reichsbank zumindest ein Teil der letzten Reserven der Deutschen Reichsbank nach Einsiedl, einer kleinen Siedlung am Südwestufer gebracht. Anschließend wurde das Vermögen an einem unbekannten Ort auf dem Steinriegel (oberhalb des heutigen Obernachkraftwerkes) vergraben. Es handelte sich dabei um 365 Säcke mit je zwei Goldbarren, 9 Briefumschläge mit den Dokumenten zu dem Gold, 4 Kisten mit Gold, 2 Säcke mit Goldmünzen, 6 Kisten mit dänischen Münzen sowie 94 Säcke mit anderen Fremdwährungen. Bei der ausländischen Währung handelte es sich vor allem um US-Dollar und Schweizer Franken. Am 6. Juni 1945 wurde das Vermögen an die Alliierten übergeben. Es fehlten jedoch 100 Goldbarren sowie sämtliche Schweizer Franken und Dollarnoten. Möglicherweise gab es noch andere Depots, an denen Wertgegenstände, wie zum Beispiel weitere Devisen oder Juwelen, versteckt wurden. Bis heute wird über deren Existenz und ihre genaue Lage spekuliert.
Der Walchensee wurde spätestens ab den 1930er Jahren zu einem häufig aufgesuchten Ziel für Ausflügler aus München und anderen oberbayerischen Städten sowie Urlaubern. Heute lebt die einheimische Bevölkerung in erster Linie vom Fremdenverkehr.
Bis zum 31. Dezember 1969 gehörte der Walchensee zum gemeindefreien Gebiet Kochel, das ansonsten aus dem westlichen Teil der ausgedehnten früheren Waldbesitzungen des Klosters Benediktbeuern bestand (mit einer Fläche von 53,82 km² einschließlich des Walchensee), und wurde mit diesem am Folgetag in die Gemeinde Kochel am See eingemeindet. Am selben Stichtag wurde das Ostufer mit dem gemeindefreien Gebiet Jachenau in die Gemeinde Jachenau eingegliedert. Vorher gehörte am Ostufer nur die Exklave Sachenbach zur Gemeinde Jachenau.

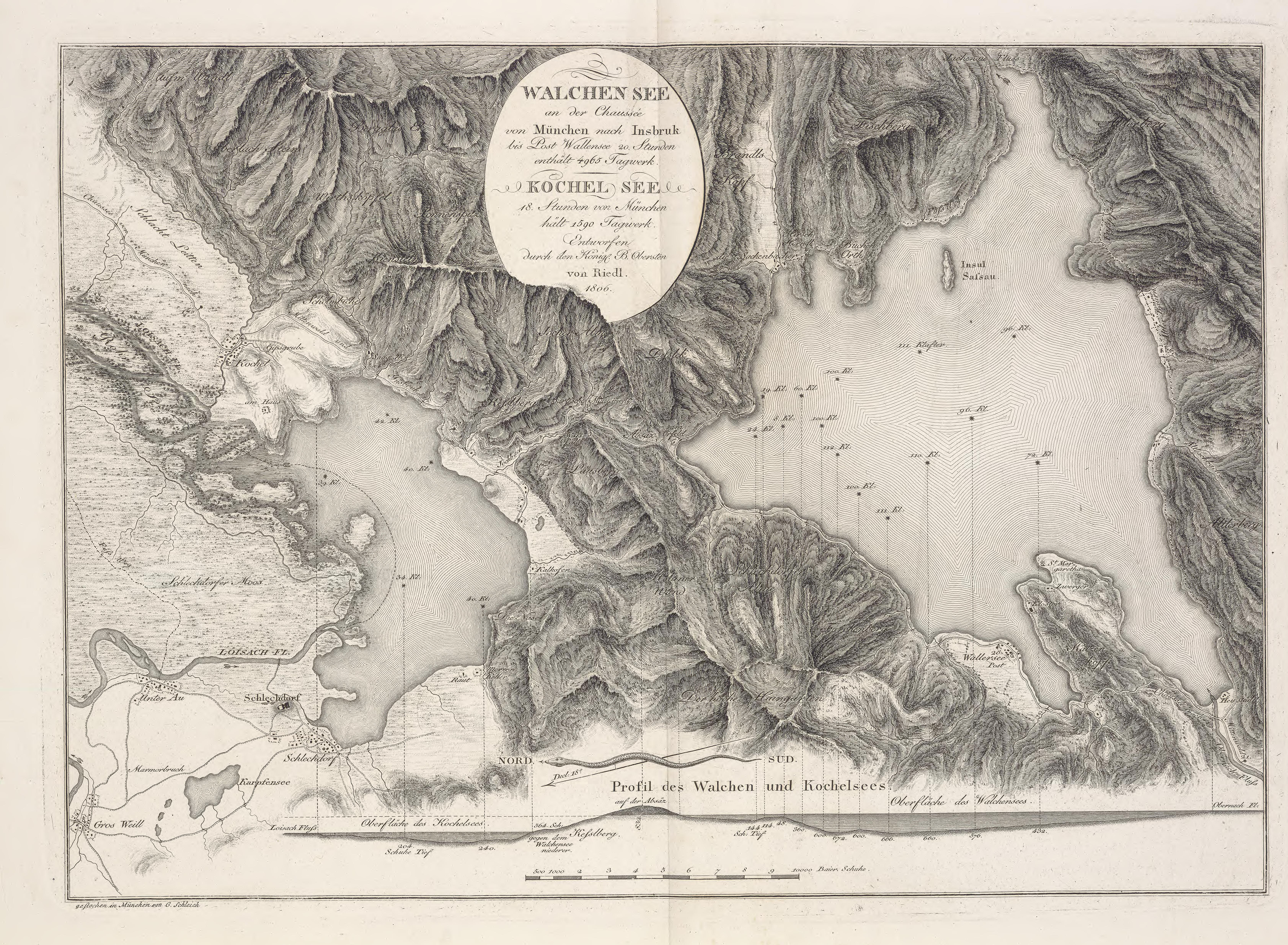
Karte des Adrian von Riedl (1806) Norden ist links
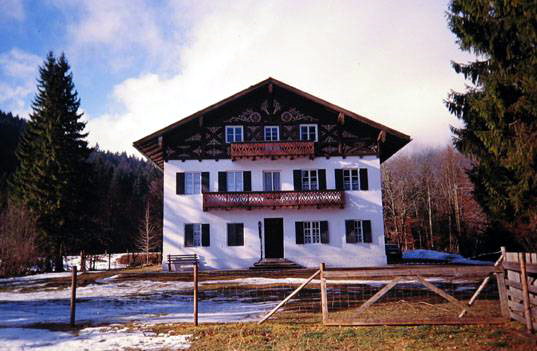
Im ehemaligen Forsthaus Einsiedl wurden die letzten Reserven der Deutschen Reichsbank zwischengelagert

## Biologie

### Ökologie
Das klare Gewässer mit einer durchschnittlichen Sichttiefe von 8 bis 10 m verdankt seine türkis-grüne Färbung dem relativ hohen Anteil an Kalziumkarbonat. Wohl auch aufgrund des Motorbootverbots entspricht das Wasser des Walchensees der Gewässergüteklasse I (=unbelastet). Die Wassertemperaturen sind, wie für einen Bergsee typisch, relativ niedrig. Sie bewegen sich im Sommer zwischen 17 und 22 °C und im Frühling/Herbst um die 10 bis 16 °C. Die Nährstoffbelastung des ohnehin oligotrophen (nährstoffarmen) Walchensees ist seit Mitte der 1980er Jahre durch die Verbesserung der Abwasserreinigung zwischen Seefeld und Wallgau weiter zurückgegangen.
Der Walchensee einschließlich der Uferstreifen ist Landschaftsschutzgebiet. Von der Gesamtlänge des Südufers von 7 km sind ca. 2,5 km für Erholungszwecke, z. B. als Badestrand, nutzbar. Das übrige Ufer besteht zum großen Teil aus Steilufer. Das Seeufer selbst ist bis auf wenige Ausnahmen im Westen nicht bebaut.
Die Insel Sassau (2,9 ha) steht unter Naturschutz, d. h. das Betreten der Insel ist ganzjährig verboten. Die Insel ist 367 m lang und im Westen bis 93 m breit (im Osten nur halb so breit). Sie erhebt sich bis zu 12 m über den Wasserspiegel.

### Fauna und Flora
Bereits vor über 500 Jahren wurden neue Fischarten im Walchensee eingebürgert. 1480 wurden Renken aus dem nahe gelegenen Kochelsee eingesetzt und etwas später auch Saiblinge aus dem Tegernsee. Der See lässt sich in eine Uferzone sowie in eine Boden- und Freiwasserzone einteilen. In der nebenstehenden Tabelle sind alle Fischarten nach diesen Lebensräumen aufgelistet.
| Uferzone       | Bodenzone         | Freiwasserzone    |
| -------------- | ----------------- | ----------------- |
| Aal            | Große Bodenrenke  | Zander            |
| Döbel          | Kleine Bodenrenke | Seeforelle        |
| Brachse        | Quappe            | Seesaibling       |
| Elritze        | Perlfisch         | Regenbogenforelle |
| Güster         | Nase              | Mairenke          |
| Hasel          | Barbe             | Renke             |
| Hecht          | Barsch            |                   |
| Ukelei         | Kaulbarsch        |                   |
| Nerfling       | Karausche         |                   |
| Rotauge        | Schmerle          |                   |
| Rotfeder       | Koppe             |                   |
| Schied         |                   |                   |
| Schleie        |                   |                   |
| Spiegelkarpfen |                   |                   |
| Wels           |                   |                   |
| Zährte         |                   |                   |

Über 50 % der dort lebenden Fischarten sind in Bayern in ihrem Bestand bedroht oder zumindest gefährdet, wie z. B. der Wels oder der Perlfisch. Die Große Teichmuschel steht ebenfalls auf der Roten Liste der gefährdeten Pflanzen und Tiere.
2003 wurde vom Bezirk Oberbayern ein Projekt gestartet, um den Edelkrebs (Astacus astacus) wieder anzusiedeln. 2.000 Krebse wurden zu diesem Zweck im Eibsee eingefangen und im Walchensee ausgesetzt.
Für viele Vogelarten bieten das Seeufer sowie die Insel Sassau hervorragende Brutmöglichkeiten und für Zugvögel ein sicheres Winter- oder Durchzugsquartier. Neben Rothals- und Schwarzhalstaucher sowie Stockente und Blesshuhn kommen hier auch Gänsesäger und Eistaucher vor.
Nahe der Uferzonen wachsen direkt unter der Wasseroberfläche in einigen Buchten Flutender Wasserhahnenfuß und Ähriges Tausendblatt. Kiesel- und Grünalgen kommen dagegen als pflanzliches Plankton zusammen mit tierischem Plankton (Wasserflöhe, Hüpferling) in praktisch allen Bereichen des Sees vor. Ebenfalls in der Uferzone wachsen das heimische Schilfrohr und Teichbinsen. Seerosen und Teichrosen bieten nicht nur Ringelnattern zuverlässigen Schutz.

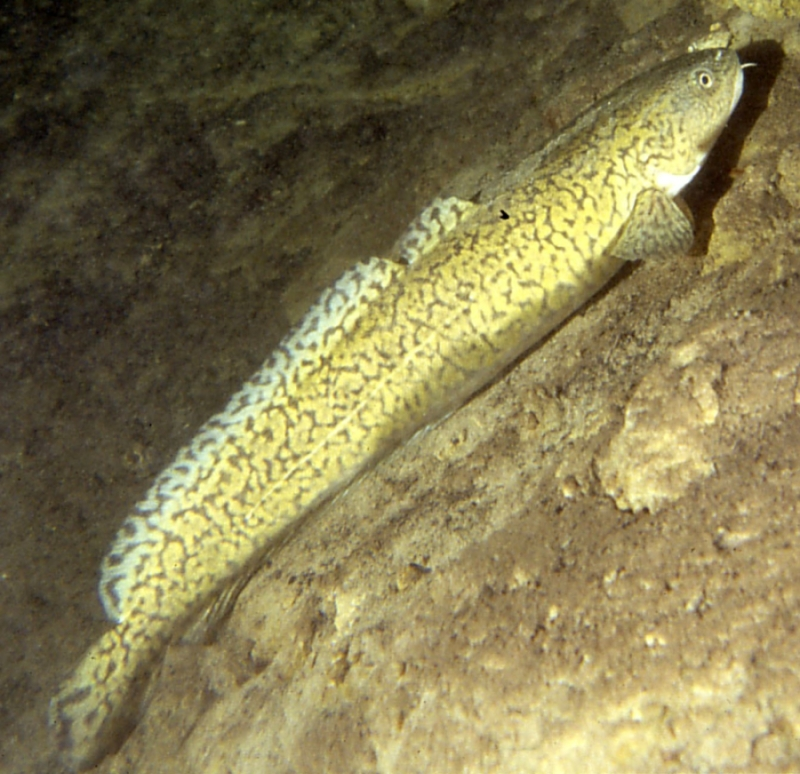
Eine Quappe im Walchensee

## Tourismus
Auf den Fahrenbergkopf fährt bis kurz unterhalb des Gipfels vom Frühjahr bis Herbst eine Seilbahn (Herzogstandbahn). Von dort erreicht man vorbei am Herzogstandhaus in 30 bis 45 Minuten Gehzeit den Gipfel des Herzogstands.
Vergleichbar mit den anderen großen Seen, z. B. dem Tegernsee, spielt auch der Walchensee eine große Rolle für den Fremdenverkehr in der Region. Die klare Sicht unter Wasser mit einer Sichtweite von bis zu 40 Meter und einer ganzen Reihe von Auto-, Boots- und sogar Flugzeugwracks ist für Taucher besonders interessant. Zusätzlich zu den sonst üblichen Aktivitäten wie Baden oder Spazierengehen können Erholungssuchende hier auch in den umgebenden Bergen wandern oder in den Wintermonaten mit Tourenski die Berge erkunden.
Für den Tourismus am Walchensee spielt auch der Wind eine große Rolle. Aufgrund der Lage ist der Walchensee ein thermisches Revier und bietet für Windsurfer, Kitesurfer und Segler hervorragende Bedingungen um den jeweiligen Sport auszuüben. Der thermische Wind entsteht bei schönem Wetter meist gegen 12 Uhr in Urfeld und zieht dann langsam über den ganzen See. An normalen Sommertagen erreicht der Wind eine Stärke von 3 bis 4. Die besten Windtage sind die nach Durchzug einer Kaltfront, wenn die Luft thermisch noch am aktivsten ist. Einfluss auf guten Wind am Walchensee hat dabei die Grundwindrichtung, die möglichst aus Nord bis Ost wehen sollte. Kommt der Wind aus südlichen Richtungen, sind die Chancen auf guten Wind eher schlecht. Auch eine wichtige Rolle spielt der Temperaturunterschied zwischen Tag und Nacht, wobei 5 °C in der Nacht und 20 °C am Tag besser ist als 15 °C in der Nacht und 30 °C am Tag.
Wenn im Herbst und im Frühjahr im Voralpenland Nebel steht, in den Bergen aber die Sonne scheint, kommt es gelegentlich zu einer besonderen Situation. Im Laufe eines solchen Tages kann es dazu kommen, dass sich die Basis des Nebels hebt und dieser über den Kesselberg und den Walchensee zieht. Dabei kann der dann recht kalte Wind mit Stärke 6 bis 7 über den Walchensee wehen.
Am Walchensee gibt es aber nicht nur Wind aus nordöstlichen Richtungen. Hat es in den Alpen Föhn, kann dieser auch am Walchensee wehen. Der Föhn kommt aus südlichen Richtungen und ist auch am Walchensee meist sehr böig. Die Windstärke bei Föhn ist sehr unterschiedlich und variiert zwischen 1 und 10.

## Kraftwerk Walchensee

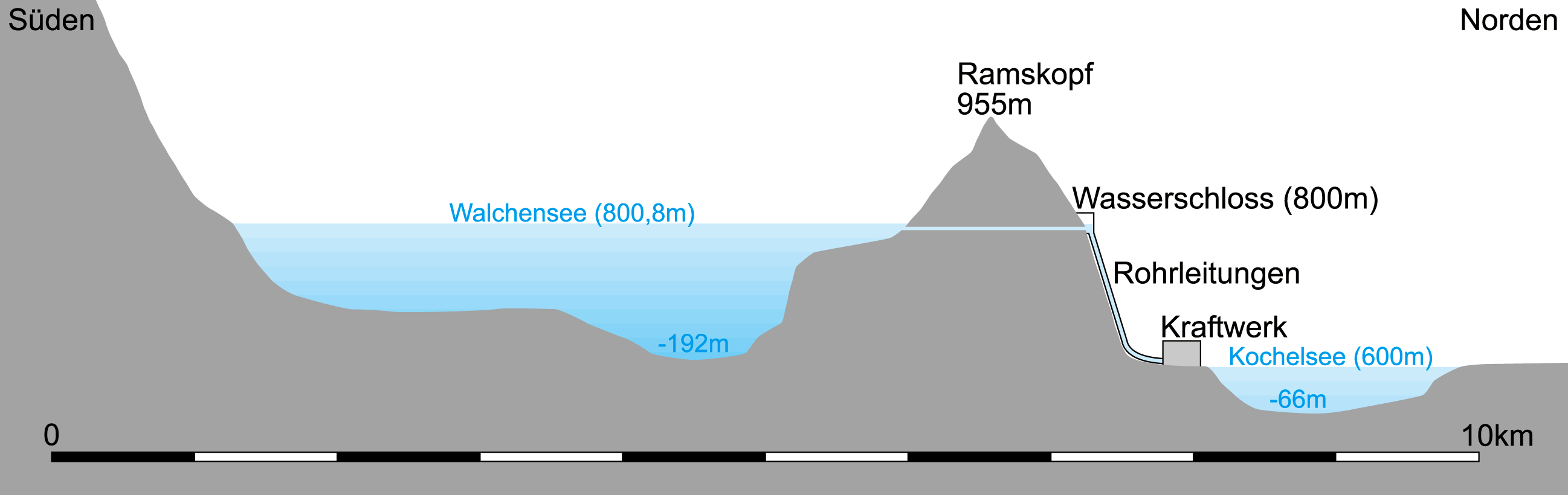
Geländeschnitt von Süden nach Norden (5-fach überhöhte Darstellung)

Bereits 1924 wurde das Speicherkraftwerk Walchensee am Südufer des Kochelsees vom Bayernwerk in Betrieb genommen. Sechs Rohre leiten seitdem das Wasser des Walchensees zu den ca. 200 Meter tiefer gelegenen Turbinen des Wasserkraftwerks. Um die Verfügbarkeit von Wasser für das Kraftwerk zu erhöhen, werden durch einen 7 km langen Stollen der Rißbach aus dem Karwendel sowie ein Teil des Wassers der Isar dem See zugeführt. Insgesamt verfügt der Walchensee über ein durchschnittliches Volumen von 1,3 Mrd. m³. Zwei kleinere Wasserkraftwerke wurden auch direkt am Walchensee erbaut: am Ende des Stollens bei Niedernach im Südosten sowie das Kraftwerk Obernach im Südwesten des Sees.
Nur während der Wintermonate wird dem See in großem Umfang Wasser entnommen, um den Fremdenverkehr während der Hauptsaison nicht zu beeinträchtigen. In den Wintern 1963 und 1980 war der See vollständig zugefroren.
- Höchststau: 802 m ü. NN
- Normalstau: 801,5 m ü. NN
- Mindeststau: 795 m ü. NN

## Besonderheiten

### Wracks
Am Seegrund befinden sich mehrere Wracks, unter anderem auch die von drei Flugzeugen. Aus dem Zweiten Weltkrieg stammen eine Messerschmitt Bf 109 sowie ein britischer Bomber vom Typ Avro Lancaster. Bei den Trümmern eines weiteren Flugzeugs handelt es sich um die Reste einer Aero Commander 680W. Der zweimotorige Hochdecker mit dem Kennzeichen D-IMON stürzte am 27. Dezember 1978 in den See, nachdem das Leitwerk abgebrochen war. Das Flugzeug lag im flachen Wasser und wurde unmittelbar nach dem Absturz mitsamt der Besatzung geborgen.
Bei Tauchern als Erkundungsziel beliebt sind die Wracks eines VW Käfers und eines Fords, die in Ufernähe liegen.

### Der See als Drehort
Aufgrund seines reizvollen Aussehens diente der Walchensee bereits mehrmals als Drehort, vor allem für Filme mit historischen Themen. So wurde dort unter anderem 1959 die Serie Tales of the Vikings mit Christopher Lee gedreht. Ein Jahr später war der See Schauplatz in dem Drama Bis dass das Geld Euch scheidet … mit Luise Ullrich und Gert Fröbe. Der gleiche Filmproduzent Artur Brauner hatte auch schon 1955 einige Szenen für den Film Liebe, Tanz und 1000 Schlager mit Caterina Valente, Peter Alexander und Rudolf Platte am gleichen Ort gedreht. 2008 drehte Michael Herbig in der Sachenbacher Bucht die Realverfilmung von Wickie und die starken Männer. Zu diesem Zwecke wurden dort das Wikingerdorf Flake und weitere Ausstattung errichtet. Nach eingehender europaweiter Suche war dieser Drehort gewählt worden. Vom Wikingerdorf verblieben nach Ende der Dreharbeiten sechs der Hütten am See, die nach ihrer Verlagerung in den Ort Walchensee als touristischer Anziehungspunkt für Familien mit Kindern dienten, bis sie 2022 aus Sicherheitsgründen abgerissen werden mussten. Vier der Hütten wurden abgebaut und auf dem Gelände der Bavaria Filmstadt bei München wiedererrichtet.
Michael Herbig nahm 2009 als Lockvogel für die Sendung Verstehen Sie Spaß? die Einwohner des oberbayerischen Ortes Walchensee auf den Arm: Er gab vor, die Gemeinde als Wickieland vermarkten zu wollen.

### Landschaftsmalerei
Im Jahre 1834 verewigte der Maler Lorenzo Quaglio den Walchensee in einem Ölgemälde, das er unten rechts mit „am Brunnentrog“ und seiner Signatur bezeichnete und sich heute unter dem Titel "Abendandacht Walchensee" im Münchner Stadtmuseum befindet.
In Folge der Wandervogelbewegung und Hinwendung zur Freilichtmalerei verließen zahlreiche Künstler um die Jahrhundertwende die Akademien und Städte und entdeckten die bayerischen Voralpenlandschaft als Motiv. Um 1908 entstehen beispielsweise mehrere Walchenseebilder des Tiroler Malers Joseph Wopfner. 1913 ließ sich Peter Emil Recher in Urfeld am Walchensee nieder, um dort vor Ort Landschaften zu malen. Nach dem Ersten Weltkrieg erwarb der Künstler Lovis Corinth etwas oberhalb von dessen Atelier ein Grundstück, auf dem ihm seine Frau Charlotte Berend-Corinth ein Haus baute. Von 1919 bis zu seinem Lebensende 1925 verbrachte der Impressionist zusammen mit seiner Frau die Ferienzeiten der Familie im Sommer wie auch im Winter am See. Sein Erfolg als Landschaftsmaler beruhte schon zu seinen Lebzeiten vor allem auf seinen Bildern mit dem bekannten Walchensee-Motiv, das sich auf insgesamt über 60 seiner Bilder findet. Ca. 100 graphische Werke von Lovis Corinth sind im Walchensee-Museum in Urfeld ausgestellt. Der Walchensee war und ist in der Folge Thema zahlreicher weiterer Künstlerinnen und Künstler. Beispielsweise wurden Martin Gensbaurs „Walchenseebilder“ 2010 und 2011 in München und Bissingen gezeigt. Die Berliner Galerie Sprüth-Magers stellte 2012 zu dem Titel "100 x Walchensee" Bilder von Axel Kasseböhmer aus.

## Galerie

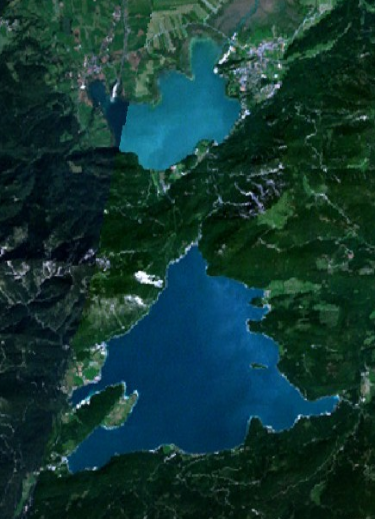
Walchensee und Kochelsee (NASA-Satellitenbild)
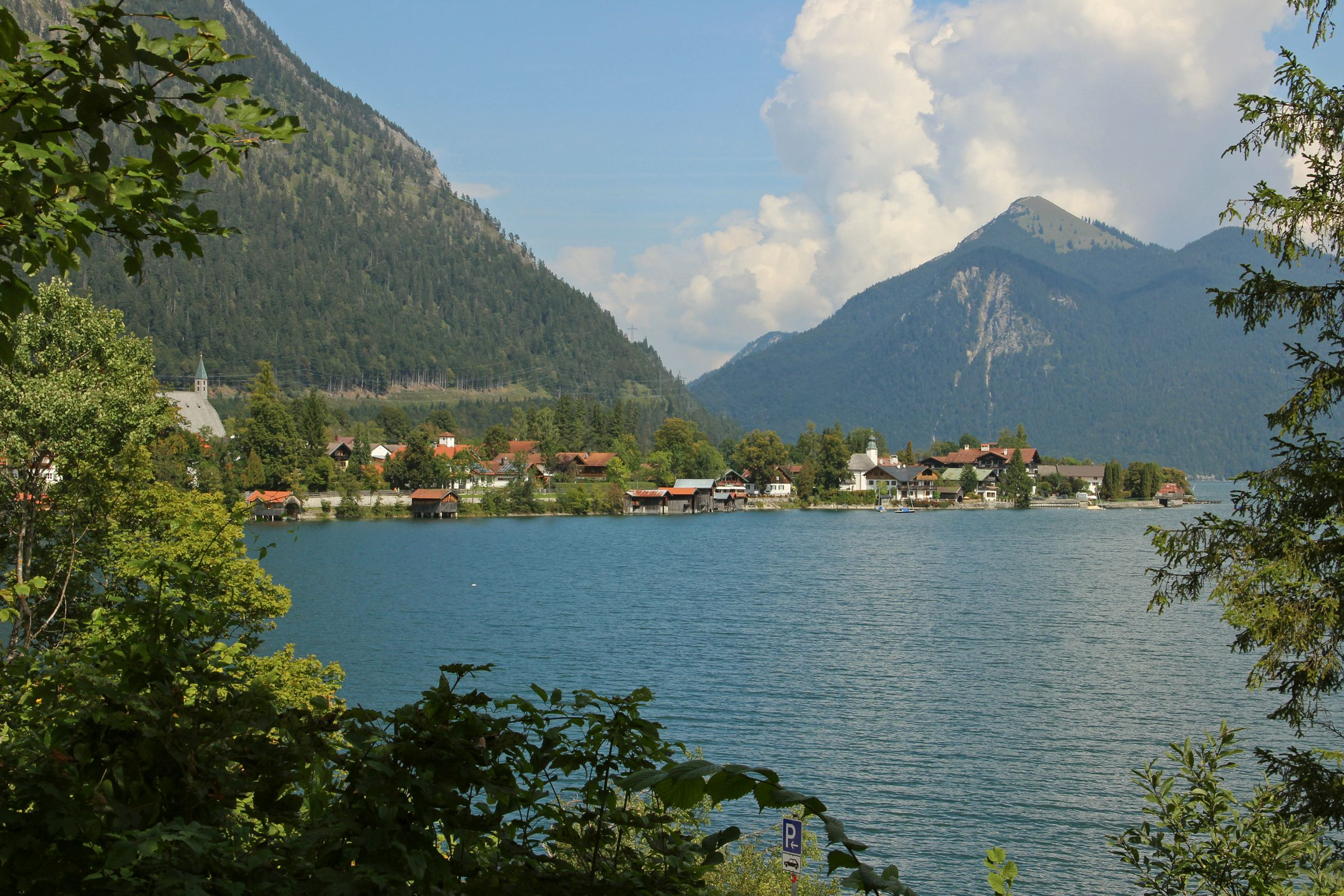
Der Ort Walchensee (Kochel am See)
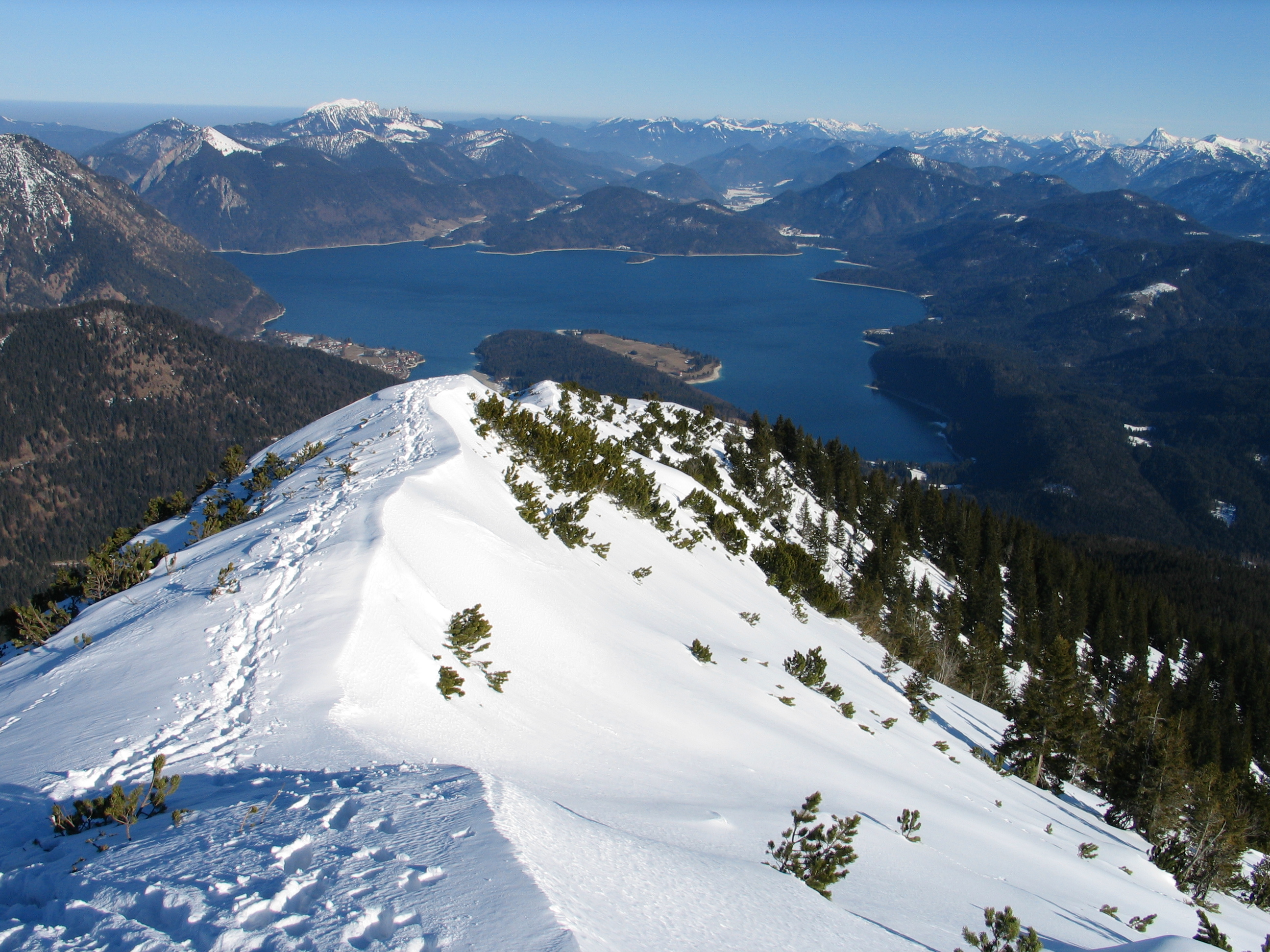
Der Walchensee vom Simetsberg gesehen
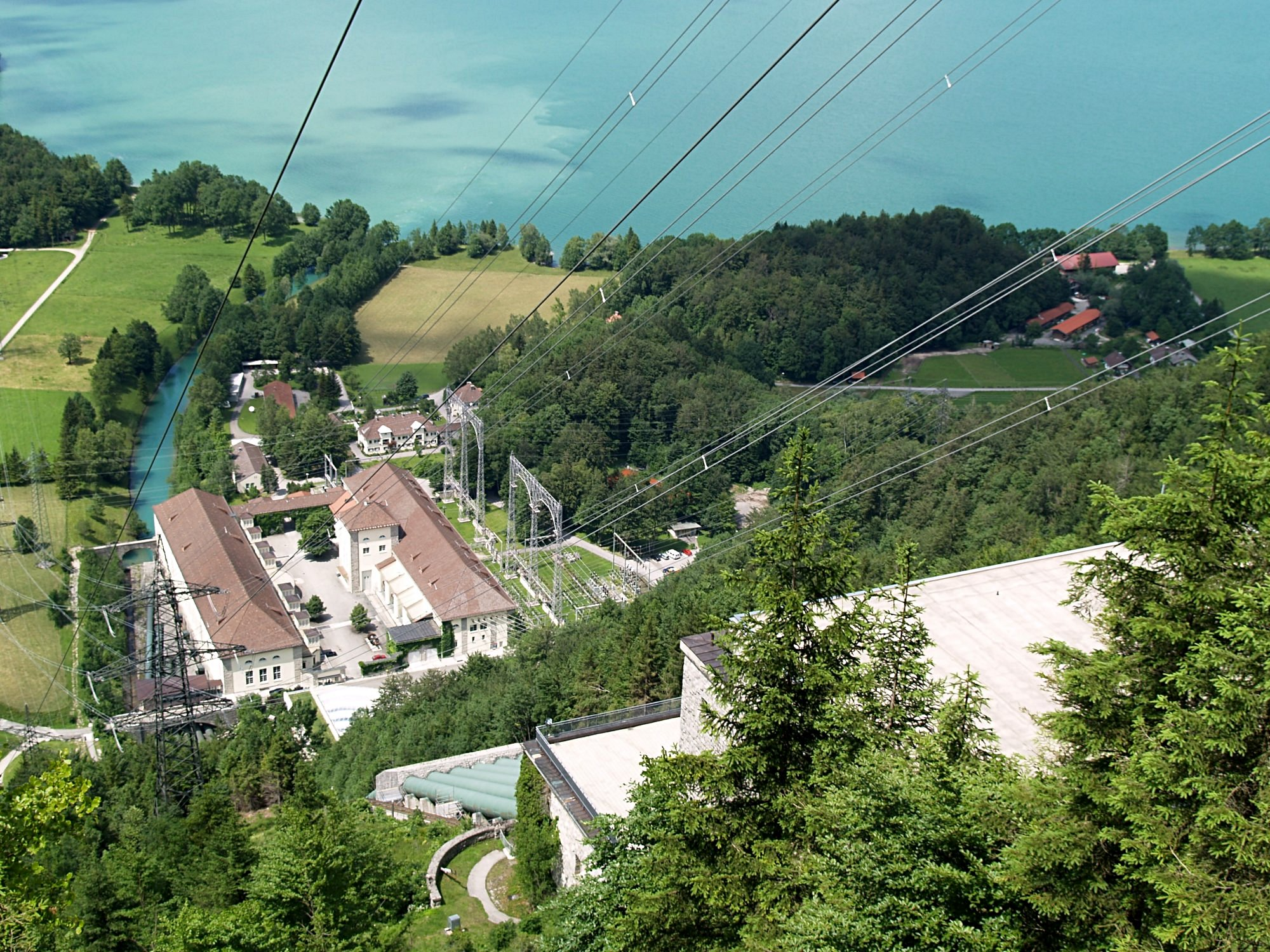
Walchenseekraftwerk mit Wasserschloss und Kochelsee
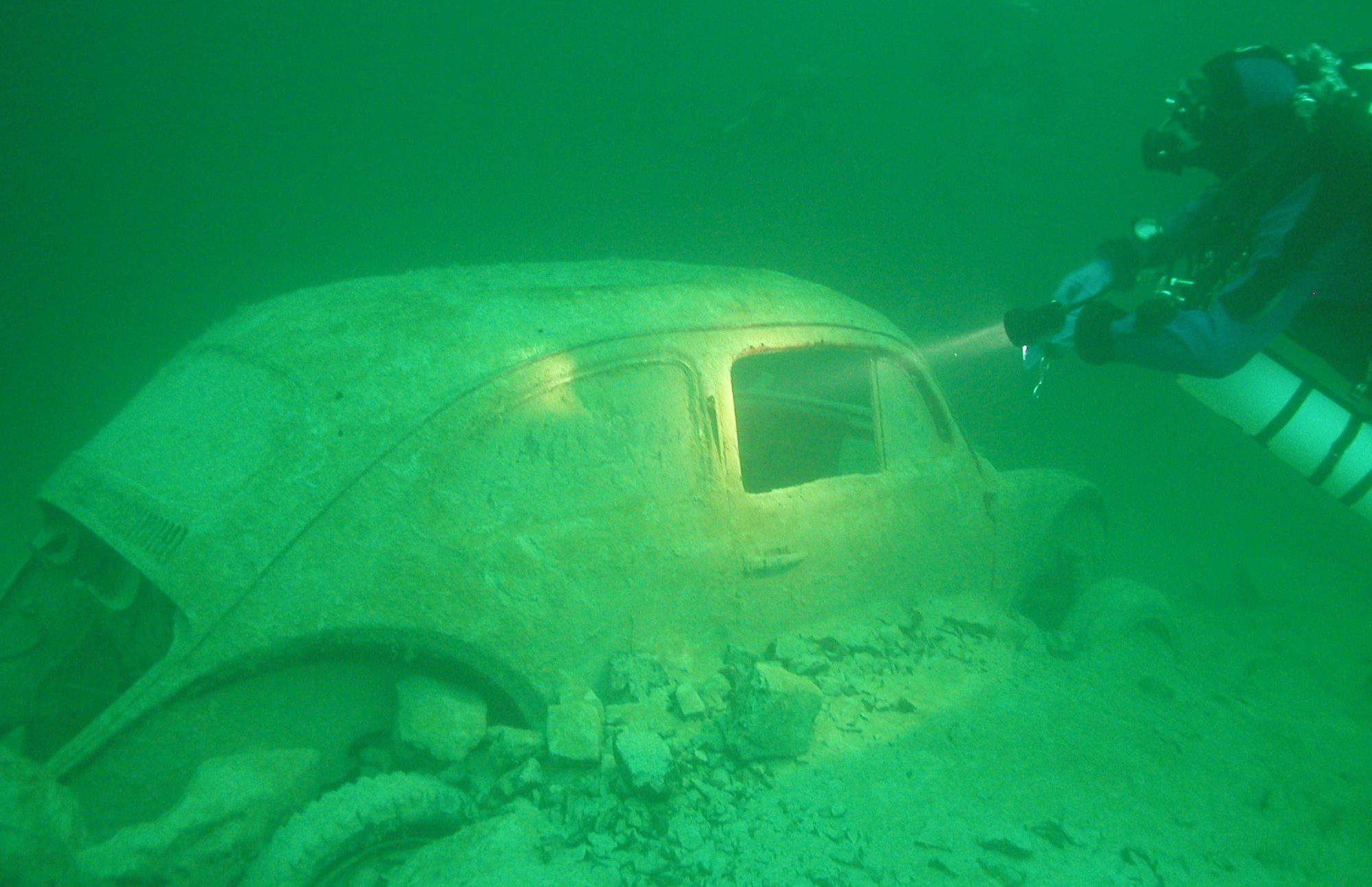
Ein VW Käfer auf dem Seegrund
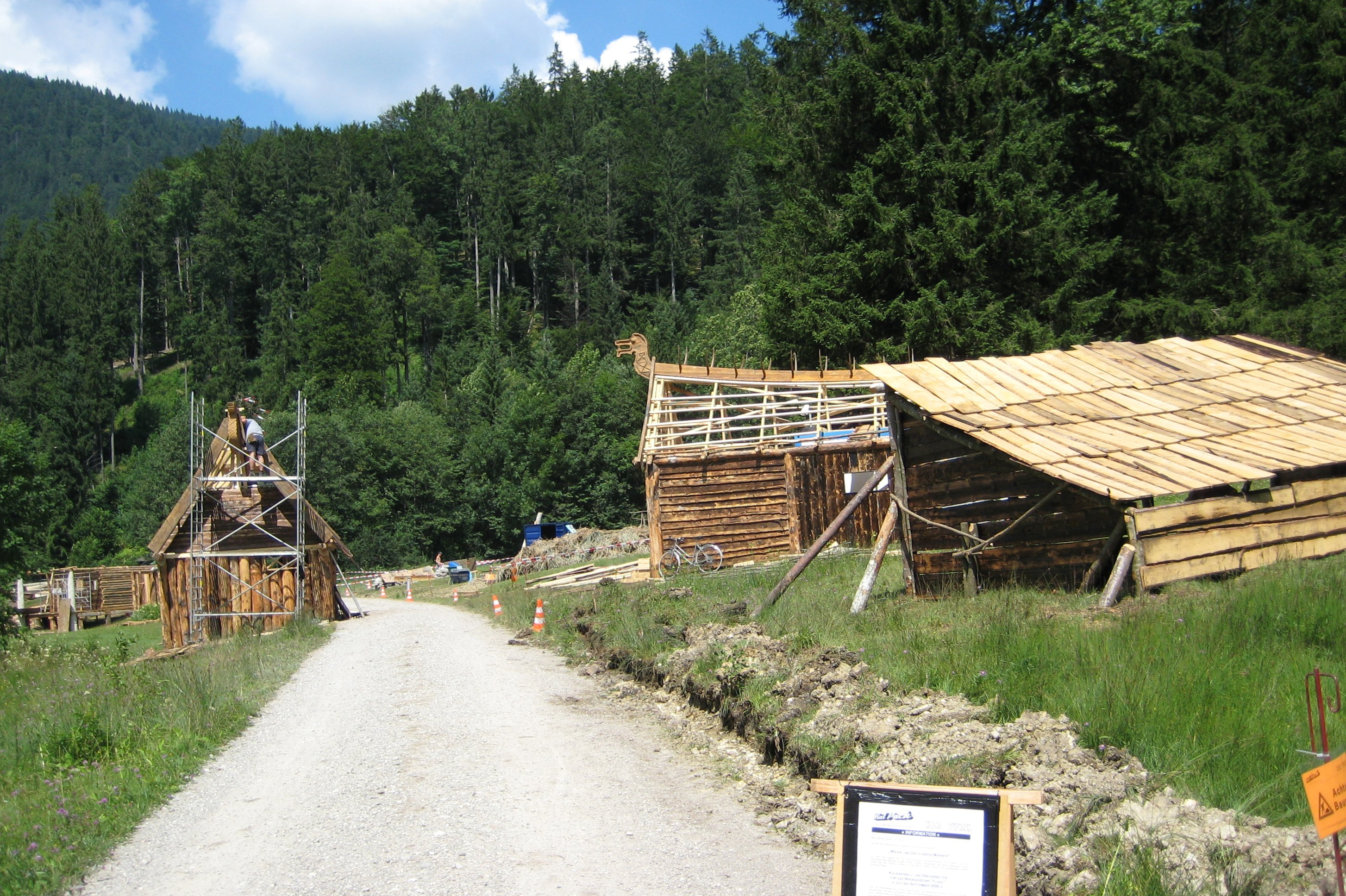
Aufbau des Wikingerdorfs am Walchensee, 2008
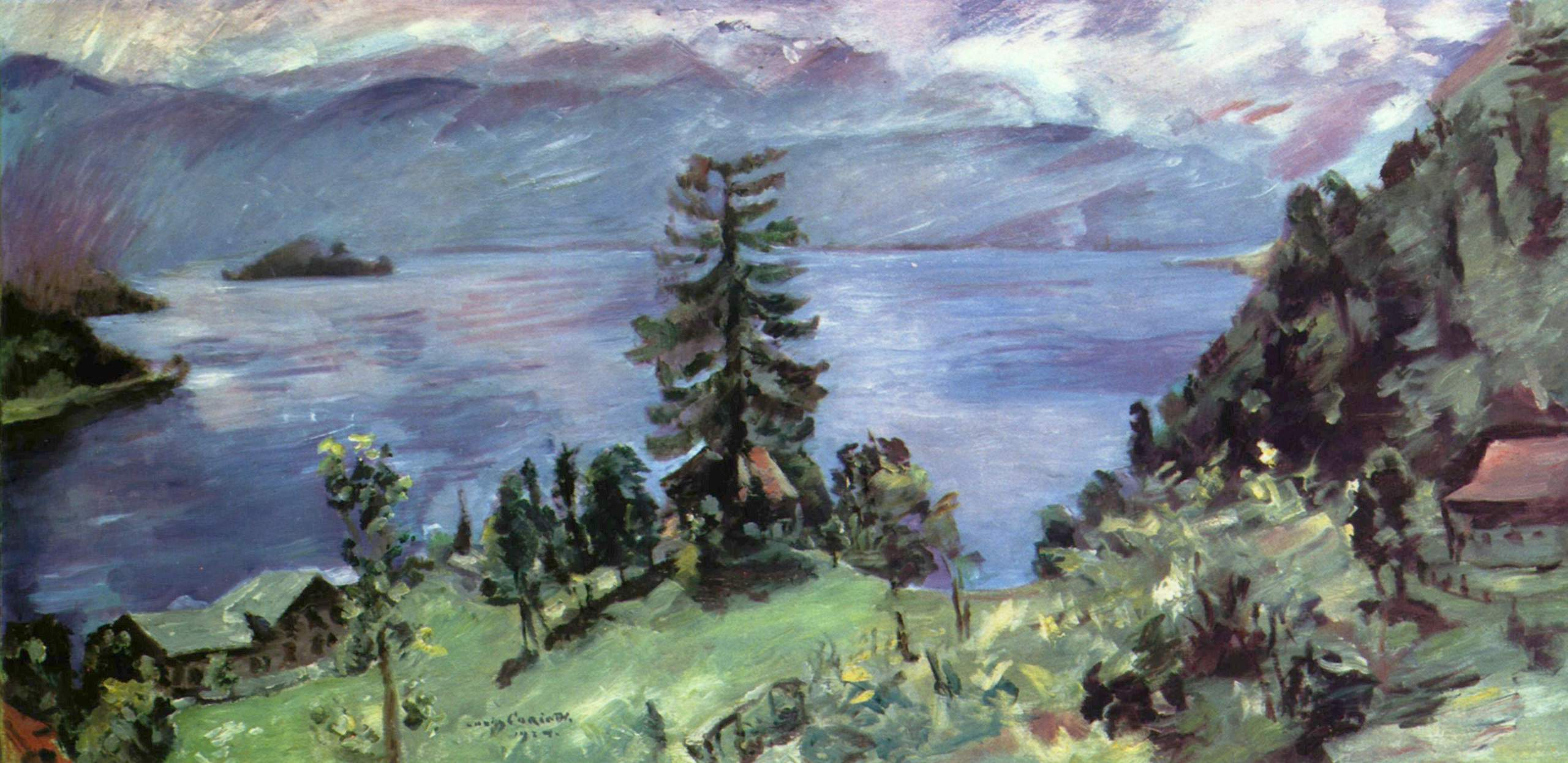
Walchensee-Panorama, Blick von der Kanzel, Lovis Corinth (1924)